# Papilio montrouzieri
Papilio montrouzieri är en fjärilsart som beskrevs av Jean Baptiste Boisduval 1859. Papilio montrouzieri ingår i släktet Papilio och familjen riddarfjärilar.
Artens utbredningsområde är Nya Kaledonien. Inga underarter finns listade i Catalogue of Life.